# Endgame (filme de 2007)
Endgame: Blueprint for Global Enslavement é um documentário americano de 2007 escrito e dirigido pelo cineasta, radialista e teórico da conspiração Alex Jones, de extrema-direita.

## Conteúdo
O filme defende a teoria da conspiração de que haveria um grupo de elite global obcecado pela eugenia, cuja missão é a eliminação (ou extermínio) da maior parte da população da Terra e a escravização do restante dela. Ele denuncia uma suposta rede internacional satânica que "já dirige assuntos planetários há centenas de anos...".  A eugenia pseudocientífica estaria sendo usada por governos, pela Microsoft e até pela banda U2, de Bono Vox.

## Elenco
- Jim Tucker
- Daniel Estulin
- Alex Jones
- Ron Paul
- James Wolfensohn
- David Rockefeller
- Richard Holbrooke
- George Pataki
- Queen Beatrix
- Jeremy Wright
- David Van Os
- Ahmad Chalabi
- Étienne Davignon
- John Elkann
- Donald Graham
- Siv Jensen
- Egil Myklebust
- Indra Nooyi
- Olivier Roy
- Jürgen Schrempp
- Paul Wolfowitz

## Recepção crítica
Glenn Erickson, do DVD Talk, escreveu que o filme é "tão detestável e pernicioso, é assustador", e descobriu que "o Endgame vende uma fantasia de conspiração selvagem com algo para oferecer a todos os descontentes e paranóicos do planeta".
O filme inspirou a faixa título do álbum Endgame, da banda de thrash metal Megadeth. O vocalista Dave Mustaine confirmou isso em uma entrevista concedida ao Infowars.com em 25 de Setembro de 2009.